# Malin Aune
Pour les articles homonymes, voir Aune (homonymie).
Malin Aune, née le 4 mars 1995 à Selbu, est une handballeuse internationale norvégienne qui évolue au poste d'ailière droite.

## Biographie
Malin Aune commence le handball à l'âge de huit ans dans le club de sa ville natale, Ranheim IL.
En 2012, l'ailière s'engage avec le club de Selbu IL, alors en deuxième division norvégienne, avant de rejoindre, deux ans plus tard, le club de première division d'Oppsal IF. 
À compter de la saison 2017-2018, elle joue sous les couleurs du Vipers Kristiansand. Avec Kristiansand, elle réalise deux doublé championnat/coupe de Norvège en 2018 et 2019. Elle atteint également la finale de la coupe EHF en 2018.
Malin Aune fait ses débuts en équipe nationale en 2015. Avec la Norvège, elle remporte le championnat d'Europe 2016. Elle participe également au championnat d'Europe 2018, terminé à la cinquième place.

## Palmarès

### En sélection
championnats du monde
- vainqueur du championnat du monde 2021[6]

championnat d'Europe
- 5e place du championnat d'Europe 2018
- vainqueur du championnat d'Europe 2016

autres
- 9e place au championnat du monde junior en 2014
- 4e place au championnat d'Europe junior en 2013[7]
- troisième du championnat du monde jeunes en 2012
- troisième du championnat d'Europe jeunes en 2011[8]

### En club
compétitions internationales
- troisième de la Ligue des champions en 2019 (avec Vipers Kristiansand)
- finaliste de la coupe EHF en 2018 (avec Vipers Kristiansand)

compétitions nationales
- championne de Norvège en 2018 et 2019 (avec Vipers Kristiansand)
- vainqueur de la coupe de Norvège en 2018 et 2019 (avec Vipers Kristiansand)